# Cephalosphaera vietnamensis
Cephalosphaera vietnamensis är en tvåvingeart som först beskrevs av Hardy 1972.  Cephalosphaera vietnamensis ingår i släktet Cephalosphaera och familjen ögonflugor. Inga underarter finns listade i Catalogue of Life.